# Andrea Vittorelli
Andrea Vittorelli (1580-1653) fue un sacerdote y distinguido escritor italiano.
En este ejemplo deduce el cardenal Baronio que Roma se halla siempre donde este el Papa...Este es también el pensamiento de Andrea Vittorelli, en sus adiciones a Giaconio, donde hablando de la estancia de Clemente V en Aviñón, dice que no por eso dejaba de ser el pontífice romano y Cabeza de toda la Iglesia ("Historia general de la Iglesia", por el abate Berault- Bercastel, Barcelona: Imprenta de Pons, 1853).

## Biografía
Andrea, natural de Bassano, se consagró al estado eclesiástico y fijó su residencia en Roma, versado en la teología moral y en la historia eclesiástica, renunció a su canonicato de Padua, para entregarse exclusivamente al estudio, y aún la oferta que se le hizo de un obispado en la misma capital del orbe cristiano, Roma, no le hizo variar su resolución.
Andrea escribió un gran número de obras, tanto en italiano como en latín, muy apreciables todas, sobre sabios que vivían en Roma, jubileos pontificios, deberes de un cura párroco, vida de Papas y cardenales, composiciones en verso latino en diversas colecciones,..ect, y fue tal su reputación que fue citado frecuentemente como autoridad por los autores contemporáneos.
Girolamo Tiraboschi lo considera como uno de los hombres más eruditos de su tiempo y lo elogia en su "Historia literaria de Italia", Tomo VIII, y Leone Allacci (1586-1669), conocido como "Allatius", filósofo, teólogo, gran-vicario de Anglona, bibliotecario del cardenal François Barberin y posteriormente de la Santa Sede bajo Alejandro VII, en su obra "Aper urbana", obra consagrada a todos los eruditos que florecieron en Roma desde 1630 a fin de 1632, cita a Andrea Vittorelli, que aun vivía en esa época y se halla la colección completa de las obras que compuso.

## Obras
- De giubilei di Silvestro II et di Urbano VIII et della a indittione di quello d'Innocentio X, Roma, 1650.
- De origine et clausula sanctimonialium..., 1635.
- Vita et res gestae pontificum romanorum.., Typis Vaticanis, 1630.
- Aphorismi Confessariorum ex doctorum sententiis collecti, Coloniae, 1621.
- Annotationes ad instructionem sacerdotum Francisci Toleti.., Lugduni, 1619.
- Ad manualis doctoris..., Venetiis, 1614.
- De ministeri et operationi Angeliche, Vicenza, 1611.
- Tratatto della custodia..., Venetia, 1610.
- De angelorum custodia, Patavii, 1605.
- Otras